# Прапор Шоломиня
Пра́пор Шоломиня — офіційний символ села Шоломинь, Львівського району Львівської області, затверджений 22 липня 2003 р. рішенням Звенигородської сільської ради.
Автор — Андрій Гречило.

## Опис
Квадратне синє полотнище, у центрі жовте колесо від воза, над ним жовтий шолом, обабіч колеса та внизу — 3 білі соляні топки.

## Зміст
Символи підкреслюють історичне значення поселення, яке в давнину було центром солеваріння (топки) та торгівлі (колесо). Шолом асоціюється з назвою села, а також означає його розташування біля княжого Звенигорода.